# Esther Borja

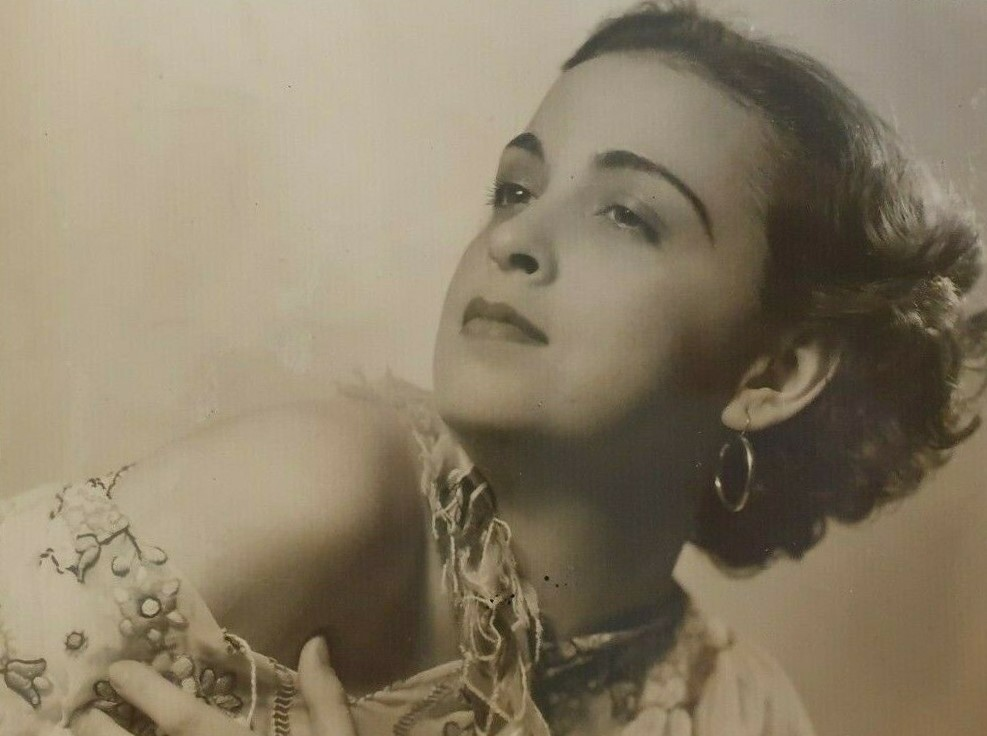
Esther Borja in 1937

Esther Borja (Havana, 5 december 1913 – aldaar, 28 december 2013) was een Cubaanse sopraan.

## Biografie
Borja begon haar carrière in 1935. In dat jaar trad ze op met pianist Ernesto Lecuona. Ze naam later verschillende musicals over van Rita Montaner, die op dat moment de grote musicalster was in Cuba. Eind jaren 30 reisde ze naar Zuid-Amerika met Lecuano, zijn zus en de Cubaanse zanger Bola de Nieve (1911-1971). Terug in Cuba liet ze zich op de piano begeleiden door Elisio Grenet (1893-1950). In New York kreeg ze een contract van Sigmund Romberg om op te treden in de Carnegie Hall. Haar laatste optredens deed ze in 1953.
Borja overleed op 100-jarige leeftijd in 2013.
- Biblioteca Nacional de España: XX1409246
- Bibliothèque nationale de France: cb141576515 (data)
- International Standard Name Identifier: 0000 0000 6028 9716
- Library of Congress Control Number: no2006023601
- MusicBrainz: 6c5259d4-0d67-4a8c-82b0-473104ce98e4
- Virtual International Authority File: 87168032
- WorldCat: E39PBJhdb6xckxvyxgKQJwDyVC